# Математична логіка
Математи́чна ло́гіка — розділ математики, що вивчає за допомогою формальних систем математичні теорії загалом. Насамперед цікавиться питаннями їх несуперечливості, розв'язності та повноти. Основні розділи математичної логіки: 
- Теорія обчислюваності (рекурсії)
- Теорія моделей
- Теорія доведення
- Теорія множин.

## Історія
Математична логіка по суті є формальною логікою, що використовує математичні методи. Формальна логіка вивчає акти мислення (поняття, судження, умовиводи, доведення) з погляду їхньої форми, логічної структури, абстрагуючись від конкретного змісту. Творцем формальної логіки є Арістотель, а першу завершену систему математичної логіки на основі строгої логіко-математичної мови — алгебру логіки, — запропонував Джордж Буль (1815–1864). Логіко-математичні мови й теорія їхнього смислу розвинуті в роботах Готлоба Фреге (1848–1925), який ввів поняття предиката і кванторів. Це надало можливість застосувати логіко-математичні мови до питань основ математики. Виклад цілих розділів математики мовою математичної логіки та аксіоматизація арифметики зроблені Джузеппе Пеано (1858–1932). Грандіозна спроба Г. Фреге та Бертрана Расселла (1872–1970) зведення всієї математики до логіки не досягла основної мети, але привела до створення багатого логічного апарату, без якого оформлення математичної логіки як повноцінного розділу математики було б неможливе.
На межі 19–20 ст. були відкриті парадокси, пов'язані з основними поняттями теорії множин (найвідомішими є парадокси Кантора та Расселла). Для виходу з кризи Брауер (1881–1966) висунув інтуїціоністську програму, у якій запропонував відмовитися від актуальної нескінченності та логічного закону виключеного третього, вважаючи допустимими в математиці тільки конструктивні доведення. Інший спосіб запропонував Давид Гільберт (1862–1943), який 3 20-х роках 20 ст. виступив з програмою обґрунтування математики на базі математичної логіки. Програма Гільберта передбачала побудову формально-аксіоматичних моделей (формальних систем) основних розділів математики та подальше доведення їх несуперечливості надійними фінітними засобами. Несуперечливість означає неможливість одночасного виведення деякого твердження та його заперечення. Таким чином, математична теорія, несуперечливість якої хочемо довести, стає предметом вивчення певної математичної науки, яку Давид Гільберт назвав метаматематикою, або теорією доведень. Саме з розробки Д. Гільбертом та його учнями теорії доведень на базі розвинутої в роботах Готлоба Фреге та Бертрана Расселла логічної мови починається становлення математичної логіки як самостійної математичної дисципліни.

## Застосування
Сфера застосування математичної логіки дуже широка. З кожним роком зростає глибоке проникнення ідей та методів математичної логіки в інформатику, обчислювальну математику, мовознавство, філософію. Потужним імпульсом для розвитку та розширення сфери застосування математичної логіки стала поява електронно-обчислювальних машин. Виявилося, що в межах математичної логіки вже є готовий апарат для проєктування обчислювальної техніки. Методи і поняття математичної логіки є основою, ядром інтелектуальних інформаційних систем. Засоби математичної логіки стали ефективним робочим інструментом для фахівців багатьох галузей науки і техніки.